# 橘家蔵之助 (初代)
初代 橘家 蔵之助（1880年3月5日 - 1950年頃？）は、愛知県出身の落語家。本名∶木全 由太郎。

## 経歴
18歳で下駄屋に奉公をしていたがしくじり、天狗連に入って夢廼家浮世を名乗って東海道を7年ほど活動していた。
1905年に四代目橘家圓蔵の門に入り〆蔵を名乗る。入門の前、酒屋に奉公でもしていたのか、楽屋では「酒屋」と呼ばれていたという。
明治40年代初めに蔵之助となる。1907年に京都に現れ1908年に下阪し互楽派に出たり、東京筆世界という新聞社で支局主任をしていた。後に三友派に加入した。
戦後は高座を勤める機会は少なかった。しかし、寄席の楽屋に顔を出し、元気な姿を見せていた。

## 芸風
観客の意表を付く八の字髭と、あまり他の落語家がやらない『壁金』で人気を得た。
余興の『滑稽浪花節』では馬鹿当たりし、それ以外ではあまり評価をされなかった。しかし、枕を振るのも巧く見事な出来栄えだったという。もう一つ評価されなかった理由に、名古屋訛りの東京落語が偏見をよんだようである。
新作落語も手掛け、『衛生料理』の作者。古典落語では『二人書生』『長頭まわし』『おはち』など演じ、SPレコードは『壁金』『滑稽浪花節』『天狗』など多くを残している。『百川』『意地競べ』『松山鏡』などは品と重みがあり立派であった。他に『玉手箱』、『風の神』、『おせつ徳三郎』、『そこつの転宅』、『汲み立て』、『うなぎ小僧』、『禁酒番屋』、『塩原多助』、『四斗俵』、『メンフランペスト』、『蝉丸』、『宵待』、『鰍澤』、『暁倖』、『一枚起請』、『しゃぼん』、『首の仕替』、『御姫様』、『團十郎の行儀箱』、『源九郎狸』、『疝気の虫』、『医者研究』などが持ちネタにあった。

## 芸歴
- 1905年 - 四代目橘家圓蔵に入門、「〆蔵」を名乗る。
- 明治40年代初頭 - 「蔵之助」と改名。